# Âncora (Caminha)
Âncora ist eine portugiesische Gemeinde (Freguesia) im Concelho Caminha. In ihr leben 1186 Einwohner (Stand 19. April 2021). 

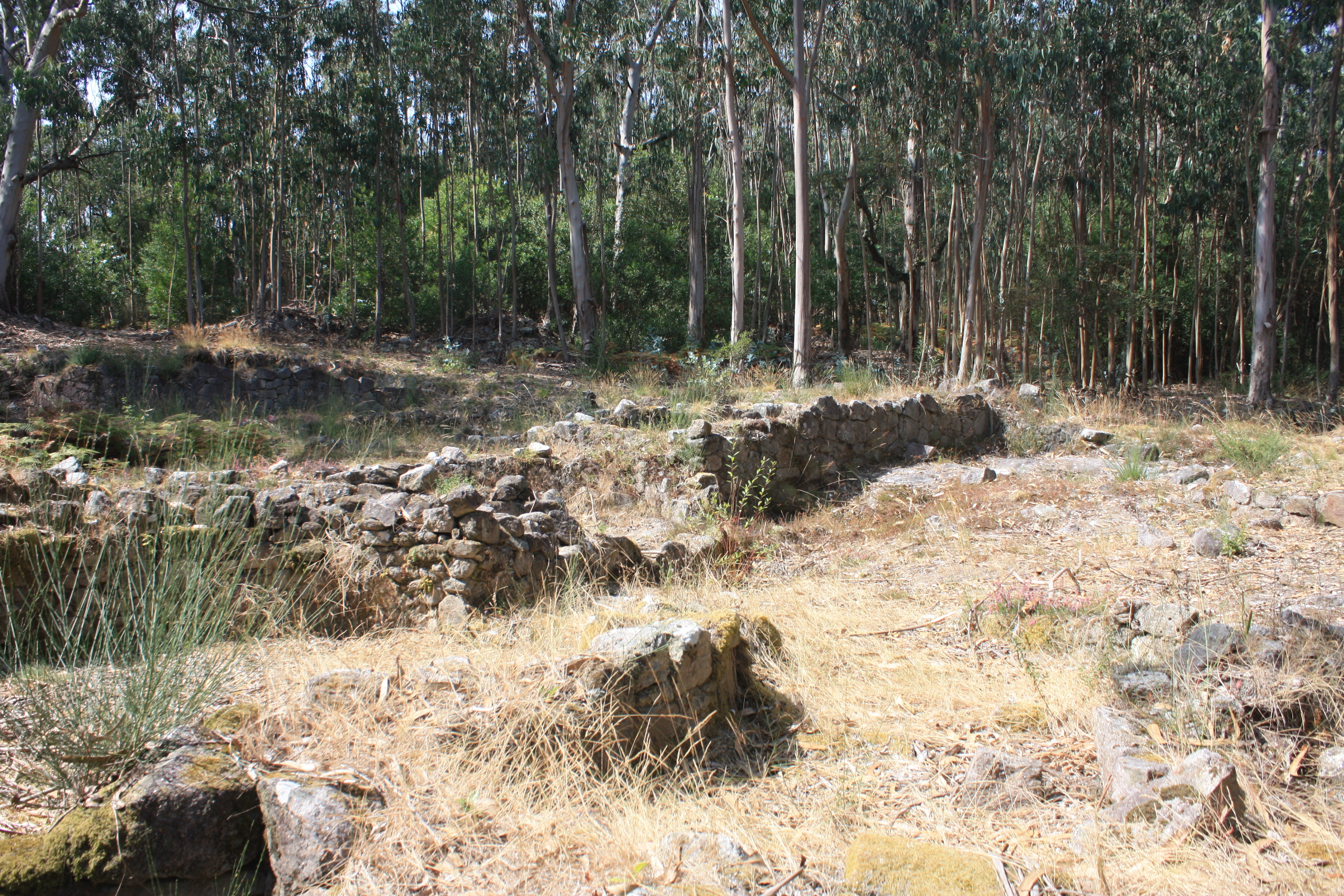
Ruinen von Âncora

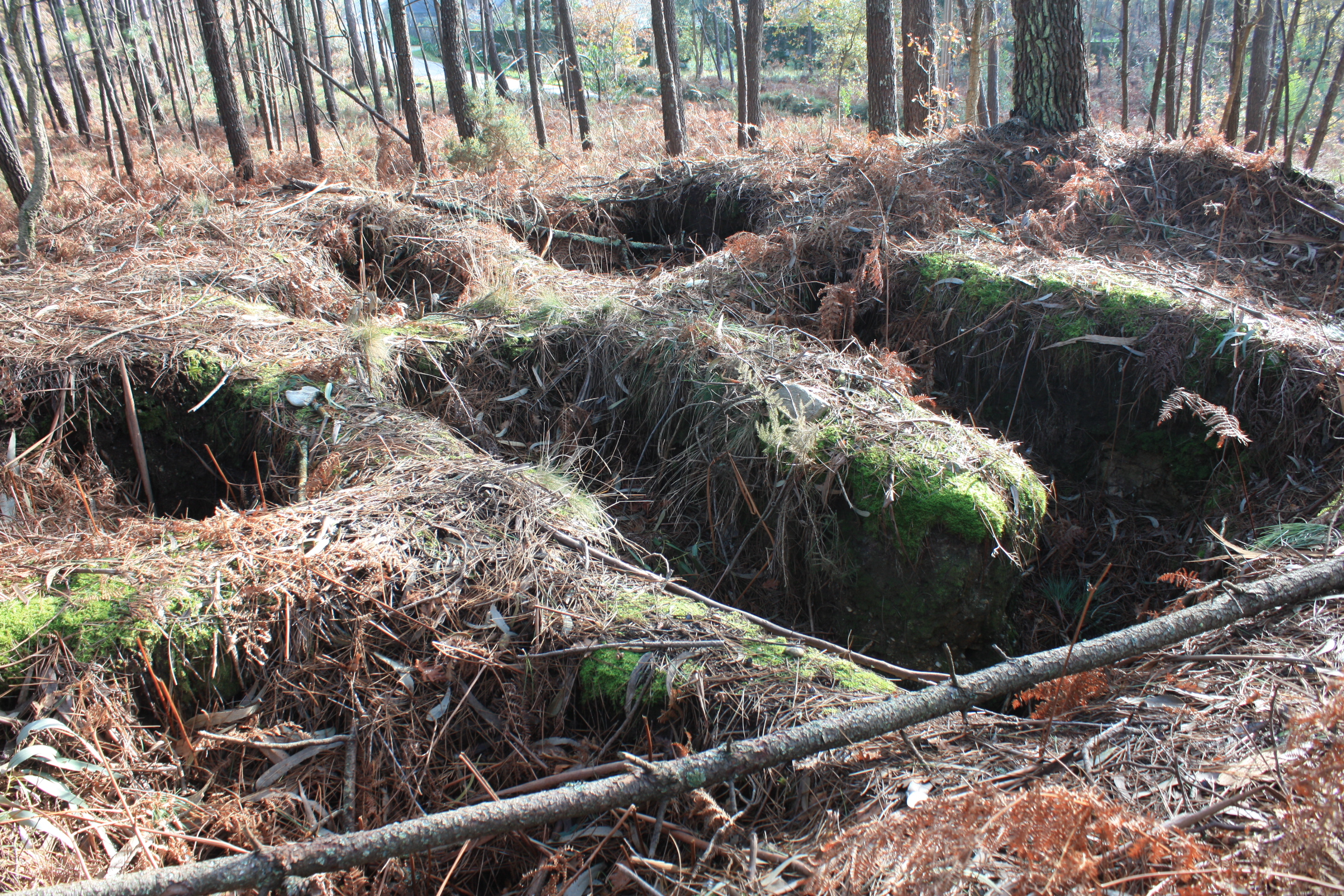
Mamoa von Aspra

## Bauwerke
- Forte do Cão (Gelfa)
- Forte da Lagarteira